# Kövegy
Kövegy ist eine ungarische Gemeinde im Kreis Makó im Komitat Csongrád-Csanád.

## Geografische Lage
Kövegy liegt gut zehn Kilometer östlich der Stadt Makó und einige Kilometer von der Grenze zu Rumänien entfernt. Nachbargemeinden sind Csanádpalota und Nagylak.

## Geschichte
Der Ort wurde im 18. Jahrhundert unter den Namen Kövek, Küvegh und dann Kövegy erwähnt. Ab Mitte des 19. Jahrhunderts lebten die Menschen im Ort hauptsächlich vom Tabakanbau. 1882 bekam der Ort den Status einer Gemeinde, 1895 den einer Großgemeinde. Von 1973 bis 1990 gab es eine gemeinsame Verwaltung mit dem Nachbarort Csanádpalota, ab 1990 hat Kövegy wieder eine eigenständige Verwaltung.

## Gemeindepartnerschaft
- Deleni (Băgaciu), Rumänien, seit 2006

## Söhne und Töchter der Gemeinde
- Kálmán Gyenes (1941–2016), Fotograf

## Sehenswürdigkeiten
- Römisch-katholische Kirche Szűz Mária Neve, erbaut 1901–1902 aus Backstein
- Weltkriegsdenkmal (II. világháborús emlékmű)

## Verkehr
Durch Kövegy verläuft die Landstraße Nr. 4434, südlich der Gemeinde die Autobahn M43, die nach Rumänien führt. Der nächstgelegene Bahnhof befindet sich drei Kilometer nordöstlich in Csanádpalota und ist angebunden an die Eisenbahnstrecke von Újszeged nach Békéscsaba.